# Межтерминальный переход в Шереметьево
Межтерминальный переход (МТП) — подземная транспортная система в аэропорту Шереметьево.  МТП соединяет Северный (терминал B)  и Южный (терминалы D, E, F) терминальные комплексы.

## Описание
МТП состоит из двух тоннелей. Один из них предназначен для автоматизированной системы перевозки пассажиров (АСПП). Другой тоннель предназначен для автоматизированной системы транспортировки багажа (АСТБ).
Автоматизированные системы перевозки пассажиров достаточно широко применяются в зарубежных аэропортах. В то же время, строительство и эксплуатация систем обоих типов производится впервые в России, что потребовало доработки действующих специальных технических условий (СТУ) для данного объекта.
Это первая система такого рода, реализованная в России. И впервые в мировой практике проходка тоннелей для подобной системы была совершена без остановки работы взлётно-посадочных полос.

## Перевозка пассажиров
Для перевозки пассажиров используется автоматизированная канатная рельсовая дорога (пиплмувер) серии Cable Liner производства Doppelmayr Cable Car. АСПП перевозит без смешивания пассажиров как общедоступной зоны, так и зоны дополнительных режимных ограничений, так называемой, чистой зоны.

## Перевозка багажа
Для транспортировки багажа используется оборудование международной группы компаний BEUMER Group.
Каждая единица багажа перевозится индивидуальной тележкой, движущейся по рельсовым направляющим.
- Модель: BEUMER autover
- Длина линии: 4,8 км (из них около 2 км в тоннеле)
- Средство доставки: 187 автоматических тележек с кодируемым местоназначением модели autoca®
- Электропитание тележек: индукционное
- Скорость тележек: до 10 м/с
- Пропускная способность: 900 единиц багажа в час на каждом направлении[2][7]